# Sirakuza
Sirakuza (talijanski Siracusa, sicilijanski Sarausa, grčki Συρακοῦσαι, latinski Syracusae) je antički grad na istočnoj obali talijanskog otoka Sicilija i glavni grad pokrajine Sirakuze. Trgovačko središte za poljoprivredne proizvode (maslinovo ulje i agrumi), te proizvodnju soli i vina. Također značajno ribarsko mjesto te turističko središte s arheološkim muzejom. Sirakuza ima umjerenu mediteransku klimu s blagim vlažnim zimama i vrelim, suhim ljetima.
Ciceron je ovaj grad opisao kao "od svih, najveći i najljepši grčki grad". Drevna jezgra Sirakuze je danas na UNESCO-ovom popisu Svjetske baštine.  
Kako je Sirakuza i nastala kao kolonija Grka iz Korinta, grad prijatelj mu je Korint iz Grčke.

## Povijest
Arheološka istraživanja otkrila su tragove ljudskog djelovanja na području Sirakuze koji datiraju još u 14. stoljeće pr. Kr. Stari dio grada na otoku Ortigia osnovali Korinćani 734. pr. Kr., tjerajući njene bivše stanovnike prema planinskim dijelovima otoka. Syracusa je ime po obližnjem plodnom močvarnom području Syako. Korinćani su mnogo pažnje pridavali političkom i ekonomskom razvoju Sirakuze, te širenju njezinih granica, što je, kroz period od 70 godina rezultiralo stvaranjem triju novih kolonija: Akrai, 664. pr. Kr. (današnji Palazzolo Acreide), 643. pr. Kr. Casmene i koloniju Camarina 598. pr. Kr., koja se nalazila na sjevernoj obali otoka. Poznata je i po obrambenim spravama koje je konstruirao Arhimed, najveći fizičar i jedan od najuglednijih matematičara staroga vijeka. Sirakuza obiluje arheološkim ostatcima iz doba stare Grčke.
Bizantinci ga osvajaju 535. nakon čega postaje glavni grad Sicilije. Pod vlašću Arapa od 878. do Normanskog osvajanja 1085. godine. U srednjem vijeku gubi značenje, a teško je stradao u potresu 1693. godine. Za vrijeme Drugog svjetskog rata od 1943. godine grad je bio pod britanskom okupacijom.

## Znamenitosti
U Sirakuzi se nalaze znamenita Normanska katedrala, dvorac, gotičke palače Bellomo i Parisio (13. – 15. st.), Montalto (14. st.), fontana Fonte Aretusa, te antički spomenici: Apolonov hram (565. pr. Kr.), grčki hram i kazalište (5. st. pr. Kr.), citadela (4. st. pr. Kr.), oltar Hijerona II. (3. st. pr. Kr.), rimski amfiteatar (2. st.) i katakombe.

### Normanska katedrala
Katedralu je izgradio biskup Zosimo u 7. stoljeću na temeljima velikog Ateninog hrama (5. st. prije Krista), na otoku Ortigije. To je bio dorski hram sa šest stupova na kraćim stranama i 14 na dužim, koji se još mogu vidjeti uključeni u zidove današnje crkve. Unutrašnjost crkve ima glavni brod i dva bočna. Svod je iz normanskih vremena, kao i mozaici u apsidi. Fasadu je obnovio  Andrea Palma od 1725. – 1753., s dvostrukim redom korintskih stupova, i skulpturama Ignazia Marabittija. Najzanimljiviji dijelovi unutrašnjosti su krstionica s mramornim bazenom (12. – 13. st.), srebrni kip sv. Lucije Pietra Rizza (1599.), ciborij Luigija Vanvitellija i a kip "Gospe Snježne" (Madonna della Neve) iz 1512. godine (Antonello Gagini).

### Grčko Kazalište
Dao ga je izgraditi Hijeron II., na mjestu prethodno izgrađenog kazališta čija se povijest povezuje s prvim grčkim tragičarom Eshilom (Aeschylus). U tom su kazalištu premijerno prikazane Eshilove tragedije Perzija i 476. pr. Kr. Etna, napisane da bi slavile osnutak Etne Hijerona I. U rimsko doba kazalište je bilo prilagođeno za održavanje cirkuskih predstava i vojnih igara s brodovima, koje su uključivale ispunjavanje jednog dijela kazališta vodom.
Za vrijeme vladavine Karla V., stari kameni blokovi iz kazališta, amfiteatra i oltara Hijerona II. su uklonjeni i iskorišteni za gradnju obrambenih zidova na otoku Ortigia, i zbog toga, nažalost, uništeni.

### Dionizijeva špilja
Doslovni prijevod imena ove špilje bilo bi "Dionizijevo uho", zato što je otvor na njenom ulazu u obliku uha. Ovu špilju, dugačku 65 i visoku 23 metra, prvi put je tako prozvao Michelangelo Merisi (Caravaggio), kada je 1586. godine s arheologom Vincenzom Mirabela posjetio Sirakuzu i ovo mjesto. Prema legendi, Dioniz, Grčki bog zaštitnik vina, koji je uveseljavao ljude i bogove, stvorio je tu špilju i koristio ju kao zatvor, gdje je zbog iznimne akustike same špilje mogao prisluškivati zatvorenike.

### Rimski amfiteatar
Izgrađen je negdje oko 4. – 3. stoljeća pr. Kr., i jedan je od najvećih među kasno rimskim amfiteatrima u Cataniji, Pompejima i Poli. Eliptičnog je tlocrta, površine od 140×119 m.
- Katedrala u Sirakuzi
- Katedralni trg u Sirakuzi
- Arhimedov trg u Sirakuzi
- Grčko kazalište
- Dionizijeva špilja
- Rimski amfitertar

## Vanjske poveznice
- Livius.org: Povijest Sirakuze